# Николо-Ухтома
Николо-Ухтома — село в Первомайском районе Ярославской области, входит в состав Кукобойского сельского поселения.

## География
Расположено на берегу реки Ухтома в 35 км на запад от центра поселения села Кукобой и в 65 км на северо-запад от райцентра посёлка Пречистое.

## История
Каменная Благовещенская церковь в селе построена в 1803 году в стиле позднего барокко. Церковь имела четыре престола: Богоявления Господня, Святителя и Чудотворца Николая, Благовещения Пресвятой Богородицы и Великомученицы Параскевы Пятницы.
В конце XIX — начале XX века село входило в состав Тарасовской волости Пошехонского уезда Ярославской губернии.
С 1929 года село являлось центром Урицкого сельсовета Первомайского района, с 2005 года — в составе Кукобойского сельского поселения.

## Население
| 1859 | 1914 | 2002 | 2007 | 2010 |
| ---- | ---- | ---- | ---- | ---- |
| 62   | ↘60  | ↗103 | ↘80  | ↘68  |

### Известные жители
- Павел (1843—1911) — епископ Чигиринский, викарий Киевской епархии.

## Достопримечательности
В селе расположена недействующая Церковь Богоявления Господня (1803).